# Jaroslav Holík
Jaroslav Holík (født 3. august 1942 i Havlíčkův Brod, død 17. april 2015) var en tjekkoslovakisk ishockeyspiller, som deltog i de olympiske vinterlege i 1972 i Sapporo.
Holík vandt en olympisk bronzemedalje i ishockey under vinter-OL 1972 i Sapporo. Han var med på det tjekkoslovakiske hold, som kom på en tredjeplads i turneringen efter Sovjetunionen og USA. Der var elleve hold, som deltog. Der blev spillet en kvalifikationsrunde, hvor de fem vindere sammen med den regerende verdensmester Sovjetunionen blev kvalificeret for A-gruppen. Tjekkoslovakiet mødte Japan i kvalifikationen og vandt med 8-2. Derefter blev der spillet en enkeltserie, hvor alle holdene mødtes en gang. Sovjetunionen vandt serien med ti mål over USA og Tjekkoslovakiet med seks mål. Tjekkoslovakiet havde bedre målforskel end USA, men de tabte kampen mod USA med 1-5, derfor kom USA foran i sluttabellen. Holík spillede tre kampe og scorede to mål i OL-turneringen.
Han er bror til Jiří Holík.

## OL-medaljer
- 1972  Japan Sapporo -  Bronze i ishockey  Tjekkoslovakiet

## VM-medaljer
- 1972  Tjekkoslovakiet Praha -  Guld i ishockey  Tjekkoslovakiet
- 1965  Finland Tammerfors -  Sølv i ishockey  Tjekkoslovakiet
- 1966  Jugoslavien Ljubljana -  Sølv i ishockey  Tjekkoslovakiet
- 1969  Sverige Stockholm -  Bronze i ishockey  Tjekkoslovakiet
- 1970  Sverige Stockholm -  Bronze i ishockey  Tjekkoslovakiet
- 1973  Sovjetunionen Moskva -  Bronze i ishockey  Tjekkoslovakiet

1. ↑  Navnet er anført på bokmål og stammer fra Wikidata hvor navnet endnu ikke findes på dansk.
2. ↑  Navnet er anført på bokmål og stammer fra Wikidata hvor navnet endnu ikke findes på dansk.